# Kranten en letters
Kranten en letters is een artistiek kunstwerk in Amsterdam-Oost.
Alhoewel het een kunstwerk in de openbare ruimte is, is het alleen te bezichtigen voor reizigers met de Amsterdamse Metro en wel de lijnen die gebruik maken van het zogenaamde Oostlijntraject. De Kranten en letters bevinden zich op de wanden van het ondergrondse station van metrostation Wibautstraat. Het kunstwerk werd geplaatst in een reeks van “voor elke metrostation” een kunstwerk. 
De kunstenaar van Kranten en letters is Opland (pseudoniem voor Rob Wout), die jarenlang politieke prenten tekende voor De Volkskrant en De Groene Amsterdammer. Rondom de plaats van het metrostation waren in de jaren zeventig een flink aantal kranten gevestigd, wat nog terug te vinden is in aanduidingen Het Paroolgebouw en Het Volkshotel. Opland kwam al tijdens de afbouw van de wanden van het station met een tableau met krantenkoppen (deze hangt boven een van de roltrappen) en verspreid over de wanden geplaatste drukletters al zijnde losgerukt uit die kranten. Sommige krantenkoppen verwijzen naar de aanleg van de metro.

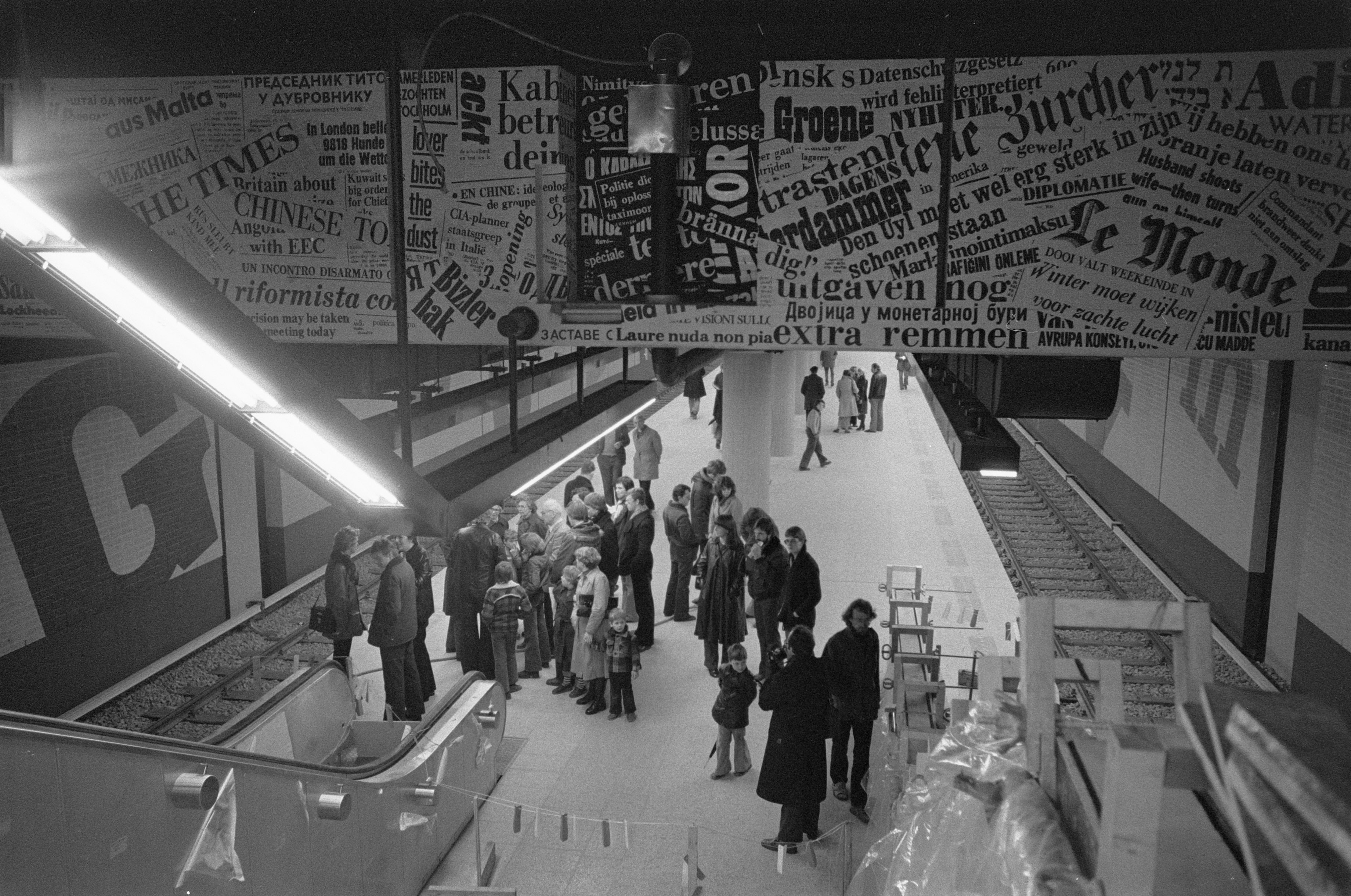
Krantenkoppen in 1977